# سارا رافرتی
سارا گری رافرتی (به انگلیسی: Sarah Gray Rafferty) یک بازیگر تلویزیونی و سینمایی آمریکایی است. او بیشتر برای بازی در نقش دانا پالسون در مجموعه تلویزیونی کت‌شلواری‌ها که از شبکه یواس‌ای نتورک پخش می‌شد، شناخته شده است.